# Achille Daroux

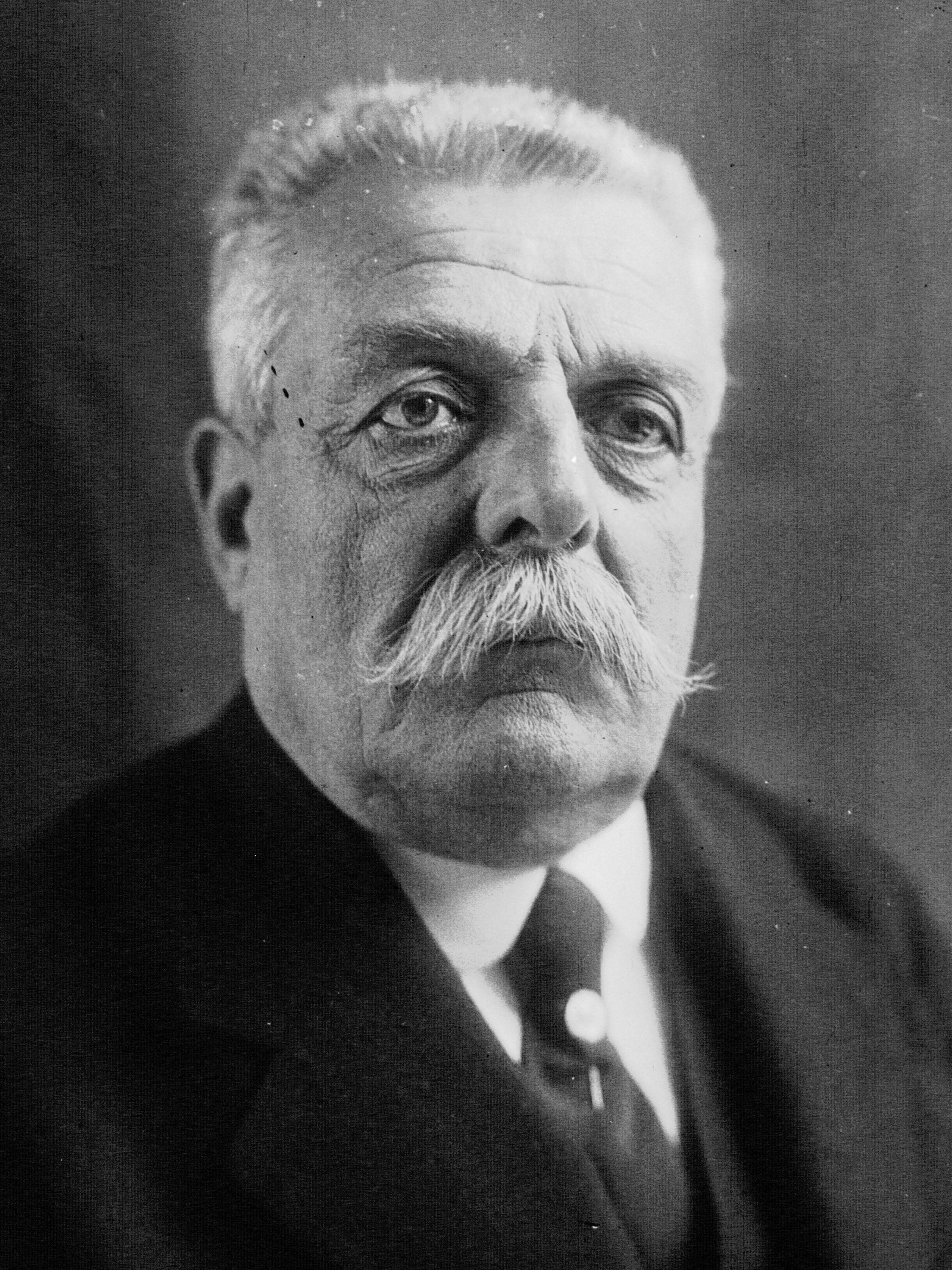
Achille Daroux (1932)

Achille Pierre Anatole Eugène Daroux (Saint-Prouant, 25 juli 1880 - Maillezais, 25 april 1953) was een Frans politicus.
Daroux werd geboren in Saint-Prouant in het departement Vendée. Zijn vader was onderwijzer. Hij studeerde geneeskunde in Bordeaux. Na zijn afstuderen was hij als arts werkzaam in zijn geboorteplaats. In 1904 werd hij in de gemeenteraad van Maillezais gekozen. Hij bleef tot zijn dood lid van deze gemeenteraad. Hij was vervolgens conseiller général (lid van de Generale Raad) van het kanton Maillezais (1906-1940). Van 1930 tot 1935 was hij voorzitter van de regioafdeling van de Parti Radical-Socialiste (PRS, Radicaal-Socialistische Partij) van de Vendée. In 1932 werd hij voor het departement Vendée in de Kamer van Afgevaardigden (Chambre des Députés) gekozen en in 1936 werd hij herkozen. Hij was lid van de kamercommissies Volksgezondheid en PTT.
Daroux stemde op 10 juli 1940, na de Franse nederlaag tegen Nazi-Duitsland, tegen het verlenen van volmachten aan maarschalk Philippe Pétain. Hij nam vervolgens actief deel aan het verzet en was lid van het Bevrijdingscomité van het departement Vendée. Daroux werd na de Tweede Wereldoorlog als Ridder opgenomen in het Franse Legioen van Eer.
Hij overleed op 72-jarige leeftijd.